# Loïc Damour
Loïc Damour (ur. 8 stycznia 1991 w Chantilly) – francuski piłkarz występujący na pozycji pomocnika w Cardiff City.